# 邢竹琴
邢竹琴（1921年3月26日—），生于浙江省嵊县，越剧女演员，擅长小旦。1939年7月，与竺素娥搭档演出。11月，与邢湘麟搭档演出。1947年，先后与陆锦花、张桂莲搭档，上演了多出新戏。1950年春，参加复兴越剧团。代表剧目有越剧《赵五娘》《盘妻索妻》等。